# Führerprinzip

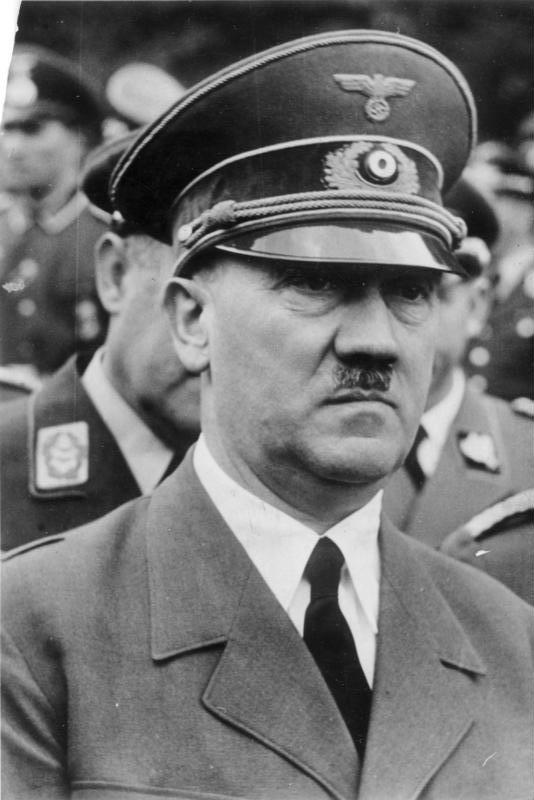
Adolf Hitler, Führer d'Alemanya Ministeri d'Educació des 1934-1945.

Führerprinzip (['fyːʀɐpʀɪn'ʦiːp]) és un terme  alemany traduïble com principi d'autoritat', principi del cap o principi de supremacia del cap, "cabdillisme", "obediència absoluta".
Es refereix a un sistema jeràrquic de líders (similar al sistema militar) que tenen una absoluta responsabilitat en l'àrea de la seva competència i que han de respondre només a una autoritat superior pretenent obediència absoluta dels seus subalterns. El Führerprinzip va ser un concepte polític i  propagandístic del Nacionalsocialisme alemany.

## La ideologia
El Führerprinzip no va ser inventada pels nacionalsocialistes. Hermann Graf Keyserling, un filòsof alemany, va ser el primer a utilitzar el terme "Führerprinzip". Un dels punts centrals de Keyserling era que alguns dels individus neixen per a governar sobre la base del darwinisme social.
La ideologia del Führerprinzip veu cada organització com una jerarquia de líders, on cada líder (Führer, en alemany) té absoluta  responsabilitat en la seva pròpia àrea, exigeix obediència absoluta als seus subordinats i respon només als seus superiors. Aquesta obediència requerida està inclús per sobre els interessos del bé i del mal. El líder suprem, Adolf Hitler, ha de contestar tan sols davant Déu i el poble alemany. Giorgio Agamben ha argumentat que el mateix Hitler veia a si mateix com una encarnació d'auctoritas, com a llei viva, combinant de manera eficaç en la seva persona els diferents poders de l'estat: el poder executiu, el poder judicial i el poder legislatiu. Després de la campanya en contra del suposat  cop d'estat de Röhm, Hitler va declarar: "en aquesta hora, jo sóc el responsable del destí de la nació alemanya i, per tant, el jutge suprem del poble alemany"
El Führerprinzip paral·lel a la funcionalitat de les organitzacions militars, que utilitzaven una estructura d'autoritat similar les de l'actualitat, encara que avui en dia en els països democràtics els militars es regeixen pels codis de conducta establerts. La justificació per a l'ús civil de la  Führerprinzip va ser que l'obediència cega als superiors produeix l'ordre i la prosperitat, objectius els quals els que es consideren "dignes" comparteixen.
La imposició del Führerprinzip a la vida civil va començar amb el Putsch de Múnic, Hitler va utilitzar el judici per a promocionar la seva pròpia imatge, al·legant que ell havia estat l'únic responsable, inspirant així el títol de Führer (líder)
Primer, aquest principi de Führerprinzip es va convertir en la llei del  Partit Nacional Socialista Alemany dels Treballadors i de la  SS. Després va ser transferit a la totalitat de la societat alemanya. Alcaldes designats substituïren els governs locals elegits. Les escoles van perdre els consells electes de pares i les juntes d'assessorament de les facultats, van posar tota l'autoritat en mans del director Els nazis van suprimir les associacions i sindicats amb líders electes, substituint-los per associacions obligatòries amb líders designats. Les autoritats van permetre a les empreses privades mantenir la seva organització interna, però van imposar el canvi de nom substituint el concepte jerarquia pel terme Führerprinzip. Així mateix, l'autoritat dels delegats sindicals va ser acuradament circumscrita a la fàbrica per tal d'evitar la conflictes amb el líder de la planta.
A la pràctica, la selecció de candidats inadequats va conduir sovint a micromanagement i amb freqüència a una incapacitat per formular una política coherent. Albert Speer va observar que molts oficials nazis temien la presa de decisions en absència de Hitler. Per això les ordres van passar a transmetre's per via oral en lloc de fer-ho per escrit. Alguns els líders amb iniciativa que no s'atenien als reglaments però que tenien suficients contactes a les altes esferes de poder rebien elogis i promoció en lloc de càstig.